# Geliebte Manuela
Geliebte Manuela ist eine Operette in fünf Bildern von Fred Raymond nach einem Libretto von Just Scheu und Ernst Nebhut. Sie erlebte ihre Uraufführung am 12. Juli 1951 am Nationaltheater Mannheim.

## Handlung

### Ort und Zeit
Die Operette spielt in einem fiktiven lateinamerikanischen Staat zur Zeit der Uraufführung, also in den frühen 1950er Jahren.

### Erstes Bild (Fest beim Präsidenten)
Anlässlich des Geburtstages seiner Tochter Manuela lässt Präsident Nomi ein prunkvolles Fest ausrichten. Plötzlich fliegt ein Stein durchs Fenster, der mit einem Schreiben umwickelt ist, in dem die berüchtigte Bande „Schwarze Orchidee“ ihren baldigen Besuch ankündigt. Sepio, der ranghöchste Polizist der Republik, versichert seinem zornigen Dienstherrn, er werde im Benehmen mit Oberst Duarte dafür sorgen, dass die Gauner innerhalb weniger Tage dingfest gemacht würden. Duarte aber plagen zurzeit andere Sorgen. Er hat ein Auge auf das Geburtstagskind geworfen und schwelgt im Glück, als er spürt, dass Manuela seine Gefühle erwidert.
Gerade gibt die rassige Chiquita eine tänzerische Einlage, als es unversehens dunkler im Saale wird. Schwer bewaffnete Räuber dringen ein und fordern die Gäste auf, ihnen Geld und Schmuck auszuhändigen. Dem ebenfalls unter den Gästen weilenden Reporter Bobby gelingt es, ein Foto des vermummten Banditenchefs Juan zu schießen. Kaum haben die Eindringlinge ihre Beute verstaut, sind sie auch schon wieder verschwunden.

### Zweites Bild (Das Haus an der Grenze)
Die Bande hat sich in ihr Lager, einer Farm in Grenznähe, zurückgezogen. Zwar ist allen Mitgliedern bewusst, dass ihr Boss eine Frau ist, aber keiner weiß, wer sich hinter der Maske verbirgt. Alvaro gibt sich damit nicht zufrieden und fordert „Juan“ auf, sein Inkognito zu lüften. Als der sich weigert, wendet Alvaro Gewalt an und erkennt, dass die Präsidententochter sein Hauptmann ist.
Bei seinen Recherchen nach dem Verbleib der Banditen ist Bobby in das Räuberlager gelangt. Dort trifft er aber nur Pini an, der ihm vorgaukelt, ein Farmarbeiter zu sein. Nach und nach treffen auch Sepio, Duarte und schließlich sogar Manuela ein. Letztere versteht es glänzend, die Polizisten von ihrer eigentlichen Aufgabe abzulenken. Duarte fällt es besonders leicht, seinen Auftrag zu vergessen, als ihn Manuela zu einem Schäferstündchen einlädt.

### Drittes Bild (Die Palmas-Bar)
Alle Protagonisten haben sich in der Palmas-Bar versammelt, wo Chiquita eine Vorstellung gibt. Lediglich Präsident Nomi kann sich nicht an ihrer Kunst erfreuen. Ihm wurde nämlich zugetragen, bei der kurz bevorstehenden Wahl werde der Räuberhauptmann Juan sein Gegenkandidat sein. Nomi weiß, dass dieser das Vertrauen der ärmeren Bevölkerungsschichten genießt, zumal seine Bande nur die Reichen bestiehlt und die Beute unter den Armen verteilt.
Es folgt ein Raubüberfall nach dem gleichen Schema wie kürzlich im Präsidentenpalast. Diesmal aber gelingt es Duarte, „Juans“ habhaft zu werden. Als er jedoch merkt, dass sich seine geliebte Manuela hinter der Maske verbirgt, lässt er sie entkommen.

### Viertes Bild (Ein Wahltag)
Vor dem Präsidentenpalast versammelt sich das Volk, um den Wahlrednern zu lauschen. Auch der Reporter Bobby hat sich unter die Leute gemischt und trifft zufällig die Präsidententochter. Als er sie etwas genauer fixiert, sticht ihm an ungewöhnlicher Stelle ein Muttermal ins Auge. Sofort kommt ihm das Foto in Erinnerung, das er beim Überfall im Präsidentenpalast gemacht hatte. Nun weiß er, wer der Räuberhauptmann ist.
Manuela offenbart ihrem Geliebten, sie habe sich dazu durchgerungen, ihrem Vater reinen Wein einzuschenken. Duarte aber will diese Schmach dem Regenten ersparen und lässt das Mädchen festnehmen.

### Fünftes Bild (Juan in Ketten)
Duarte versichert dem Präsidenten, er habe seine Tochter in Schutzhaft nehmen müssen, weil sie sonst entführt worden wäre. Im Übrigen wisse er, dass sich Juan in den nächsten Minuten selbst stellen werde. Und tatsächlich – schon nach kurzer Zeit bekennen sich gleich drei Personen, der gesuchte Verbrecher zu sein: zuerst Bobby, dann Chiquita und schließlich gar Sepio, der oberste Polizist des Staates. Nomi aber hält das Ganze für ein abgekartetes Spiel und glaubt keinem.
Mittlerweile wird „Juan“ zum Wahlsieger erklärt. Manuela, die sich befreien konnte, beichtet ihrem Vater ihre Taten und rechtfertigt sie damit, nur das gemacht zu haben, was er immer habe tun wollen. Gerührt verzeiht Nomi seiner Tochter. Zum Dank schenkt ihm diese die auf sie entfallenen Stimmen. So kann Nomi weiterhin Präsident bleiben und fortan nur Gutes für sein Volk tun. Manuela verspricht Duarte, sich von ihm vor den Traualtar führen zu lassen.

## Musikalische Höhepunkte
- Tanz der sieben Röcke (Ballettmusik)
- Im schönsten Augenblick kommt immer was dazwischen (Duett)
- Ich lieb dich morgens (Duett)
- In Texas und in Mexiko (Terzett)
- Mit Pulver und Pistolen (Marschlied)
- Lass die Frau, die du liebst, nie allein (Walzer)
- Heut ist eine Nacht, die uns allen gehört (Tango)